# Irmãs Agostinianas Servas de Jesus e Maria
As Irmãs Agostinianas Servas de Jesus e Maria, conhecidas como de Veroli, são um instituto religioso feminino de direito pontifício: as freiras desta congregação acrescentam ao seu nome a sigla A.S.G.M..

## História
A congregação foi fundada por Maria Teresa Spinelli que, chamada a abrir uma escola em Frosinone, ali estabeleceu uma comunidade de professores pios em 8 de outubro de 1821: em 23 de setembro de 1827 Francesco Maria Cipriani, bispo de Veroli, investiu Spinelli e suas sete companheiras do hábito religioso, dando início ao novo instituto.
As freiras adotaram a regra de Santo Agostinho e as constituições elaboradas pelo cardeal Pier Marcellino Corradini para as religiosas do Colégio da Sagrada Família de Sezze.
As agostinianas se difundiram rapidamente por vários locais do Lácio e em 1877 o Papa Pio IX deu-lhes uma casa em Roma; a expansão no exterior começou em 1894, com a abertura de uma casa em Malta.
O instituto, agregado à ordem agostiniana a partir de 20 de abril de 1853, passou a ser de direito pontifício em 25 de julho de 1902.

## Atividades e difusão
As freiras dedicam-se à instrução e educação cristã dos jovens em escolas, internatos, orfanatos e laboratórios.
Além da Itália, estão presentes na Austrália, Brasil, República Democrática do Congo, Filipinas, Índia, Malta, Reino Unido e Estados Unidos da América; a sede geral fica em Roma.
No final de 2008, a congregação contava com 369 religiosas em 39 casas.